# Cosmia dannehli
Cosmia dannehli är en fjärilsart som beskrevs av Hartig 1924. Cosmia dannehli ingår i släktet Cosmia och familjen nattflyn. Inga underarter finns listade i Catalogue of Life.